# 國分良成
国分 良成（こくぶん りょうせい、1953年（昭和28年）11月1日 - ）は、日本の政治学者。慶應義塾大学名誉教授。専攻は現代中国政治（中国共産党問題研究家）。学位は、博士（法学）（慶應義塾大学・2002年）。
東京都出身。防衛大学校長（2012年 - 2021年）。公益財団法人総合研究開発機構理事を務めた。

## 略歴

### 学歴
- 1972年    3月 - 神奈川県立鶴見高等学校卒業
- 1976年03月 - 慶應義塾大学法学部政治学科卒業
- 1978年03月 - 同大学院法学研究科修士課程修了
- 1981年03月 - 同博士後期課程単位取得
- 2002年07月 - 博士（法学）（慶應義塾大学、学位論文『現代中国の政治と官僚制 : 国家計画委員会を中心に』[1])

### 職歴

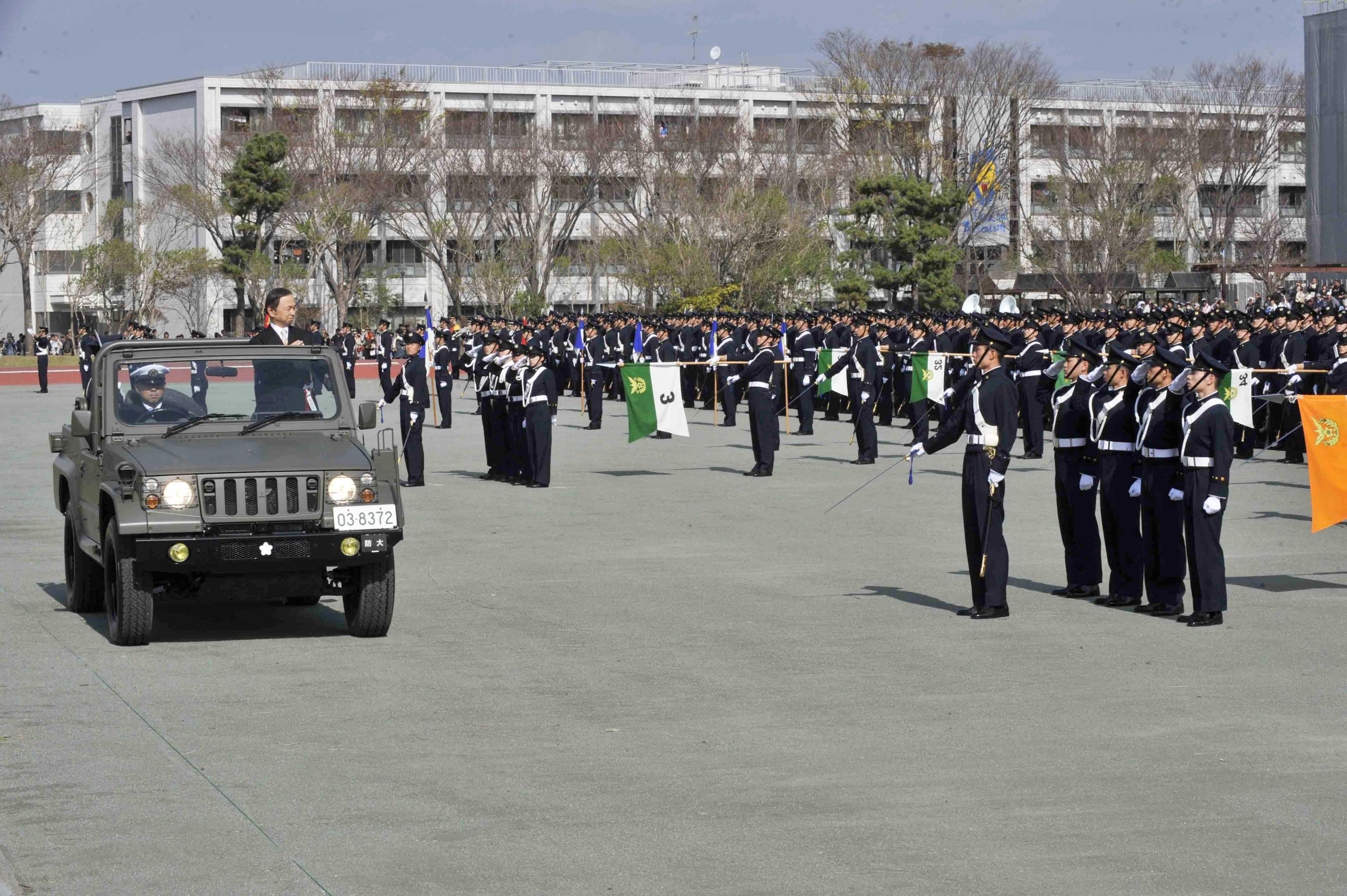
2018年11月、防衛大学校開校記念祭での巡閲にて

- 1981年04月 - 慶應義塾大学法学部専任講師
- 1985年04月 - 同助教授
- 1992年04月 - 同教授
2003年04月 - 2007年3月 - 慶應義塾大学東アジア研究所長（兼任）
2007年04月 - 2011年9月 - 慶應義塾大学法学部長（兼任）
- 2008年07月 - 公益財団法人総合研究開発機構評議員[2]
2014年06月 - 同理事（すでに退任）[2]
- 2012年04月 - 慶應義塾大学退職、防衛大学校長[3]
- 2019年 -慶應義塾大学名誉教授
- 2021年03月 - 防衛大学校長退任[4]

### 在外研究歴
- 1982年-1983年 - 米国ハーバード大学フェアバンクスセンター研究員
- 1983年-1984年 - 米国ミシガン大学中国研究センター研究員
- 1987年-1988年 - 中国復旦大学（上海）研究員
- 1997年- 中国北京大学政治学・行政管理学部客員研究員（短期）
- 1998年- 台湾大学法学院客員研究員（短期）

#### 学外における役職
- 2005年から07年までアジア政経学会理事長、2006年から08年まで日本国際政治学会理事長を務めた。
- 日本比較政治学会理事、日本現代中国学会理事
- 『中央日報』（韓国）海外コラムニスト
- The China Quarterly編集委員、The Journal of East Asian Studies編集委員

## 活動

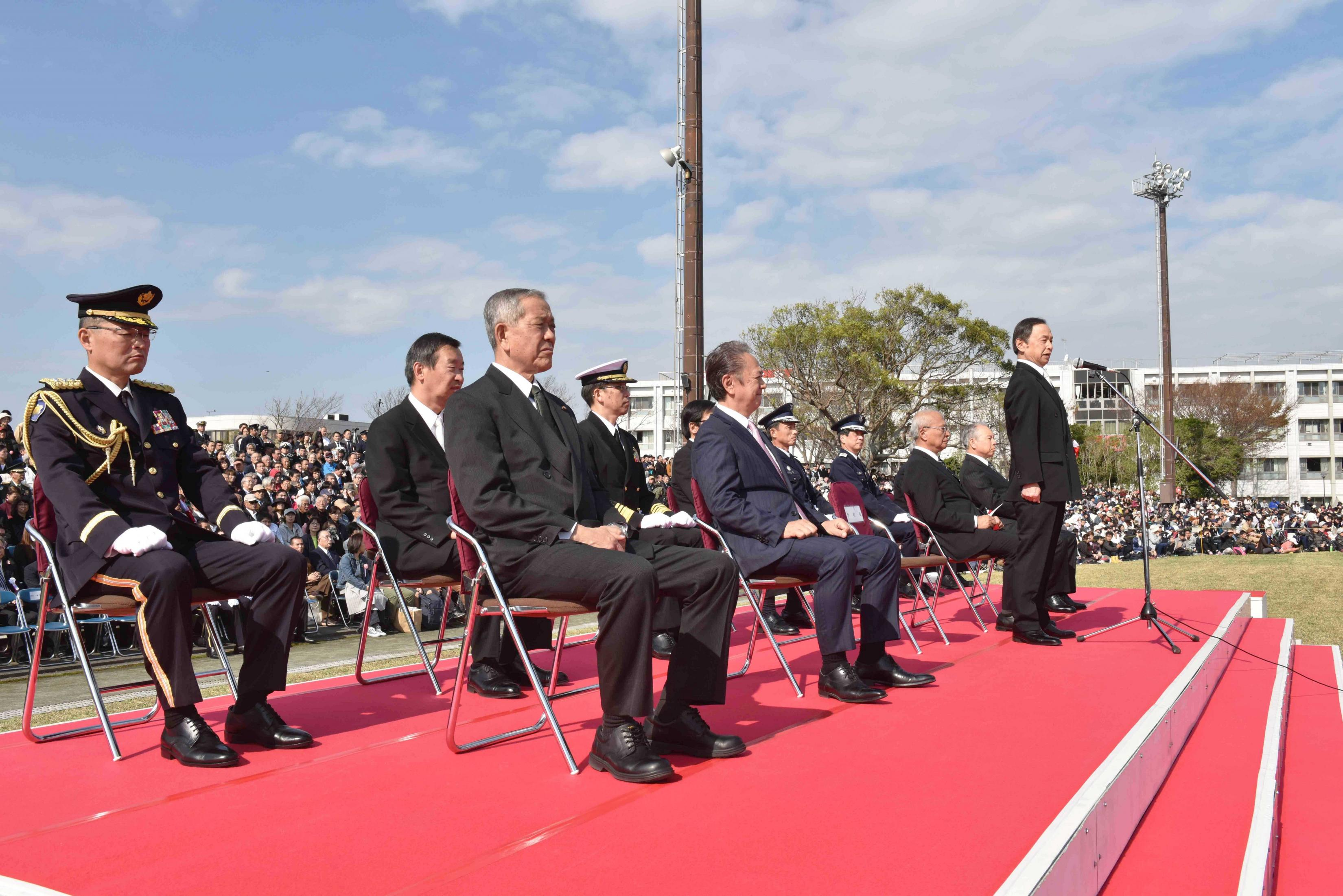
2018年11月、防衛大学校開校記念祭にて

石川忠雄の門下生。内閣官房「日・ASEAN包括的経済連携構想を考える懇談会」、外務省「新日中友好21世紀委員会」など中国を中心としたアジア関係の外交・経済問題に関する政府の審議委員を務めるなど、政府機関への登場も多い。

## 受賞歴
- 1997年、『アジア時代の検証』で毎日新聞社アジア太平洋賞特別賞
- 2004年、『現代中国の政治と官僚制』などでサントリー学芸賞受賞
- 2004年、『現代中国の政治と官僚制に関する研究』で義塾賞受賞
- 2017年、『中国政治からみた日中関係』で第12回樫山純三賞受賞[5]

## 著書

### 単著
- 『中国政治と民主化――改革・開放政策の実証分析』（サイマル出版会、1992年）
- 『アジア時代の検証――中国の視点から』（朝日新聞社［朝日選書］、1996年）
- 『中華人民共和国』（筑摩書房［ちくま新書］、1999年）
- 『現代中国の政治と官僚制』（慶應義塾大学出版会、2004年）
- 『中国政治からみた日中関係』（岩波書店［岩波現代全書］、2017年）
- 『防衛大学校　知られざる学び舎の実像』（中央公論新社、2022年）

### 共著
- （小島朋之・倉田秀也・高橋伸夫・谷垣真理子・長田彰文・中見立夫・平岩俊司・若林正丈）『国際情勢ベーシックシリーズ 東アジア』（自由国民社、1997年）
- （西村茂雄）『党と国家―政治体制の軌跡 (叢書 中国的問題群 1)』（岩波書店、2009年）

### 編著
- 『日本・アメリカ・中国――協調へのシナリオ』（TBSブリタニカ、1997年）

Challenges for China-Japan-U.S. cooperation, (Japan Center for International Exchange, 1998).
- 『現代アジア危機からの再生』（慶應義塾大学出版会、1999年）
- 『中国全球化が世界を揺るがす――われわれの命運を握る中国の決断』（ウェッジ［ウェッジ選書］、2000年）
- 『グローバル化時代の中国』（日本国際問題研究所, 2002年）
- 『中国文化大革命再論』（慶應義塾大学出版会、2003年）
- 『現代東アジアと日本(2)中国政治と東アジア』（慶應義塾大学出版会、2004年）
- 『世界のなかの東アジア』（慶應義塾大学出版会、2006年）
- 『中国の統治能力――政治・経済・外交の相互連関分析』（慶應義塾大学出版会、2006年）
- 『現代東アジア――朝鮮半島・中国・台湾・モンゴル』（慶應義塾大学出版会, 2009年）

### 共編著
- （毛里和子）『原典中国現代史(1) 政治（上）』（岩波書店、1994年）
- （可児弘明・鈴木正崇・関根政美）『民族で読む中国』（朝日新聞社［朝日選書］、1998年）
- （岡部達味・高木誠一郎）『日米中安全保障協力を目指して』（勁草書房、1999年）
- （藤原帰一・林振江）『グローバル化した中国はどうなるか』（新書館、2000年）
- The rise of China and a changing East Asian order , co-edited with Wang Jisi, (Japan Center for International Exchange, 2004).
- （渋沢雅英・山本正・小此木政夫）『東アジアにおけるシヴィル・ソサエティの役割』（慶應義塾大学出版会、2007年）
- （酒井啓子・遠藤貢）『日本の国際政治学(3) 地域から見た国際政治』（有斐閣、2009年）
- （添谷芳秀・高原明生・川島真）『日中関係史』（有斐閣アルマ、2013年）